# Прва интернационала
Међународно удружење радника, или Прва интернационала, је прва међународна револуционарна организација пролетаријата, основана 28. IX 1864. на иницијативу француских и енглеских радника на великом митингу у Сент Мартинс Холу у Лондону. Њено стварање је резултат појачане активности радничке класе почетком ' 60. год. XIX в, сазнања o потреби међународне солидарности у штрајкачкој борби и потреби обједињавања њених снага у међународним размерама ради утицања на спољну политику (иступање енглеских и француских радника против интервенције на страни Југа у Грађанском рату у САД 1861—1865, a нарочито подршка пољском устанку 1863, што је и био непосредан повод за њено стварање.
На оснивачком састанку, уз учешће и представника немачких радника, изабран је Генерални савет у који је ушао и Карл Маркс. Схватајући да је њен основни циљ да замени социјалистичке и полу-социјалистичке секте правом борбеном организацијом радничке класе, Маркс је израдио њен Статут и Оснивачки манифест, a потом постао први организатор и душа целе њеве делатности.
У тим документима садржана су сва основна начела Комунистичког манифеста, али тако да је Интернационала била довољно широка и еластична организација која је у своје редове могла окупити тада идејно и организационо различите покрете и групе радничке класе појединих земаља и да упорном идејном борбом обезбеди њихово постепено превођење на позиције марксизма.
Постојеће организације у појединим местима претварале су се у њене секције, a више њих у оквиру једне земље сачињавале су федерацију на челу са Федералним саветом или централним комитетом. Секције су биле основане у свим земљама западне Европе и САД, a присталице је имала и међу Русима, Србима и др. Присталица и активан дописник био је и Светозар Марковић.
Највиши руководећи орган Прве интернационале био је конгрес, а према Статуту, одржавао се сваке године обично у септембру, a Генерални савет као руководећи орган између два конгреса заседао је сваког уторка. У току њеног постојања одржане су 2 конференције (1865. и 1871) у Лондону и 6 конгреса: у Женеви 1866, Лозани 1867, Бриселу 1868, Базелу 1869, Хагу 1872. и Филаделфији 1876.
На Петом конгресу Прве интернационале је одлучено да се седиште Интернационале премести у САД, где су постојали услови легалног деловања.
На свим конгресима и конференцијама, као и кроз рад Генералног савета, разрађена су многа основна програмска и тактичка питања пролетерског покрета; o политичкој борби, o значају и улози синдиката, националном питању, улози задруга у национализацији земље, значају укључивања жена у индустрију и сл, a на примеру Париске комуне, коју је Интернационала прихватила као своје најважније дело, показана је улога револуције, став пролетаријата према рату и држави, пронађен је и испитан облик власти радничке класе и нарочито је истакнута улога и значај самосталне партије у револуционарној борби радничке класе.
Кроз разраду ових и сличних проблема, Маркс, Енгелс и њихове присталице борили су се у њеном оквиру против разних ситнобуржоаских струја (прудонизма, ласалијанства, тредјунионизма, и при крају постојања I интернационале, против струје тзв. бакуњинизма). Она је уједно помагала све штрајкове и друге акције радничке класе у низу земаља и износила ставове пролетаријата o свим важнијим политичким, друштвеним, културним и сл. проблемима тог доба, чиме је прокрчила пут марксизму у редове радничке класе и олакшала стварање самосталних масовних социјалистичких партија у националним оквирима, у чему је њен основни значај за историју међународног социјалистичког покрета.
Због фракцијских борби, на конференцији у Филаделфији 15. јула 1876. година, донета је одлука о распуштању те прве масовне међународне организације радничке класе.